# Wolfram von Soden
Wolfram Freiherr von Soden (* 19. Juni 1908 in Berlin; † 6. Oktober 1996 in Münster) war einer der bedeutendsten deutschen Altorientalisten.

## Leben und Werk
Wolfram von Soden, Sohn des evangelischen Theologen Hans von Soden, studierte an den Universitäten Marburg, Berlin und Leipzig Altorientalistik und wurde in Leipzig bei Benno Landsberger 1931 mit einer Arbeit zum Thema Der hymnisch-epische Dialekt des Akkadischen promoviert. 1936 wurde er – gerade erst 28-jährig – als Extraordinarius für Assyriologie und Arabistik an die Universität Göttingen berufen, wo er bereits seit 1934 als Privatdozent tätig gewesen war. Während sein alter Lehrer Landsberger aufgrund des nationalsozialistischen Gesetzes zur Wiederherstellung des Berufsbeamtentums Deutschland verlassen musste, trat von Soden 1934 der SA bei. Der NSDAP trat er nicht bei, wurde aber 1944 automatisch mit den bis dahin noch nicht der Partei angehörenden SA-Mitgliedern in die Partei überführt. Die nationalsozialistische Wissenschaftspolitik unterstützte er mit Werken wie „Der Aufstieg des Assyrerreichs als geschichtliches Problem“ (1937) und „Arabische wehrsprachliche Ausdrücke“ (1942). Von Soden befand sich von 1939 bis 1945 im Kriegsdienst, zumeist als Übersetzer.  Anfang 1940 erhielt er einen Ruf auf den vakanten Lehrstuhl für Altorientalische Philologie an die Universität Berlin, konnte dort auf Grund seines Kriegsdienstes jedoch nie lehren.
Nach dem Ende des Zweiten Weltkrieges wurde von Soden als Vorbelastetem der Wiedereintritt in den Lehrbetrieb zunächst verwehrt, ab 1950 hatte er jedoch einen Lehrauftrag an der Universität Göttingen. Aufgrund seiner außerordentlichen Fähigkeiten und weil sein früherer Lehrer Benno Landsberger sich aus den USA für ihn einsetzte, wurde er 1954 nach Wien berufen. 1961 ging er als Nachfolger von Friedrich Schmidtke an die Universität Münster, wo er als Direktor des altorientalischen Seminars bis zu seiner Emeritierung 1976 lehrte. Seit 1973 war er korrespondierendes Mitglied der British Academy. 1981 wurde er zum korrespondierenden Mitglied der Göttinger Akademie der Wissenschaften gewählt. Seine wissenschaftliche Fachbibliothek hinterließ er 1996 dem sich damals im Aufbau befindlichen Institut für Altorientalistik an der Universität Leipzig, dem Ort, wo sein Lehrer Landsberger lange Zeit gewirkt hatte.
Von Sodens Einlassung auf die nationalsozialistische Wissenschaft zeigt sich vor allem in einer Höherbewertung indogermanischer Kultureinflüsse im Alten Orient gegenüber semitischen. Davon abgesehen bleibt sein wissenschaftliches Werk unbestritten. Werke wie „Grundriss der akkadischen Grammatik“ und „Akkadisches Handwörterbuch“ sind bis heute in der Forschung nicht zu ersetzen und zeugen von Wolfram von Sodens hoher Gelehrsamkeit. Neben Gelehrten wie Friedrich Delitzsch, Adam Falkenstein, Benno Landsberger und Dietz-Otto Edzard gehört er zu den prägenden Persönlichkeiten der deutschen Altorientalistik.

## Schriften (Auswahl)
- Der Aufstieg des Assyrerreichs als geschichtliches Problem. Hinrichs, Leipzig 1937 (Der Alte Orient, 37. Jahrgang, Heft 1+2)
- Das akkadische Syllabar, Pontificium Institutum Biblicum, Rom 1948 (4. Auflage, Rom 1991)
- Grundriss der akkadischen Grammatik, Pontificium Institutum Biblicum, Rom 1952
- mit Adam Falkenstein: Sumerische und akkadische Hymnen und Gebete, Artemis, Zürich-Stuttgart 1953
- Akkadisches Handwörterbuch, 3 Bände, Harrassowitz, Wiesbaden 1959–1982
- Konflikte und ihre Bewältigung in babylonischen Schöpfungs- und Fluterzählungen. Mit einer Teil-Übersetzung des Atramhasis-Mythos, in Mitteilungen der Deutschen Orient-Gesellschaft zu Berlin, Sonderdruck, Nummer 111, Berlin 1979
- Einführung in die Altorientalistik, Wissenschaftliche Buchgesellschaft, Darmstadt 1985 (Orientalistische Einführungen in Gegenstand, Ergebnisse und Perspektiven der Einzelgebiete) ISBN 3-534-07627-3